# Сургутихинский сельсовет
Сургутихинский сельсове́т — административно-территориальная единица в Туруханском районе Красноярского края Российской Федерации, существовавшая до 2005 года.

## История
Сургутихинский сельсовет существовал до 2005 года.
До 1966 года назывался Зыряновским сельсоветом.
28 января 2005 года Законом № 13-2925 Сургутихинский сельсовет был упразднён и его населённые пункты переданы в межселенную территорию.

## Состав сельсовета
В состав сельсовета входили 3 населённых пункта:
| № | Населённый пункт | Тип населённого пункта          | Население |
| - | ---------------- | ------------------------------- | --------- |
| 1 | Канготово        | деревня                         | 20        |
| 2 | Старотуруханск   | деревня                         | 72        |
| 3 | Сургутиха        | деревня, административный центр | 167       |

По другим данным, деревня Старотуруханск входила в Туруханский сельсовет.
До 2002 года Канготово являлось селом.